# Leto Casini
Leto Casini (Firenzuola, 16 aprile 1902 – Firenze, 1º gennaio 1992) è stato un presbitero italiano, medaglia d'oro della Repubblica Italiana alla memoria e annoverato tra i giusti tra le nazioni per la sua azione a favore degli ebrei durante l'Olocausto.

## Gli anni della formazione
Leto Casini nasce a Cornacchiaia (frazione di Firenzuola), settimo di nove fratelli, fra i quali si annovera anche lo scrittore Tito Casini (1897-1987), cofondatore del periodico Il Frontespizio. Nel 1911 entra nel Seminario di Firenzuola dove viene ordinato sacerdote nel 1928. È parroco a Giugnola e a San Pellegrino, e insegnante di matematica al Seminario di Firenzuola dove si distingue anche per la costruzione di una centrale di rilevamento sismico. Nel 1937 è parroco di San Pietro a Varlungo (presso Firenze).

## L'opera a favore degli ebrei
Nell'ottobre del 1943, all'indomani dell'occupazione tedesca, il card. di Firenze Elia Dalla Costa lo incarica di occuparsi dell'assistenza degli ebrei perseguitati. Con il rabbino di Firenze Nathan Cassuto, Raffaele Cantoni e un gruppo di volontari ebrei e cristiani, Casini stabilisce un Comitato clandestino di assistenza che agisce da terminale degli aiuti internazionali forniti dalla DELASEM. Le responsabilità di don Casini sono quelle di ricercare alloggi, procurare viveri, fornire carte di identità falsificate, ecc. Il 26 novembre 1943 un infiltrato fa arrestare l'intero Comitato (i membri ebrei, tra i quali il rabbino Nathan Cassuto, saranno deportati a Auschwitz). Dopo un breve periodo di prigionia Casini è rilasciato ma continua tenacemente la propria attività clandestina di distribuzione di aiuti che prosegue fino al momento della liberazione, nonostante sia nuovamente arrestato e percosso in carcere.

## L'opera a favore degli emigranti
Dopo la guerra don Casini lascia Firenze per dedicarsi alla cura spirituale degli emigranti italiani in Svizzera e Olanda. È quindi per 17 anni cappellano sulle navi degli emigranti in rotta per l'Argentina e l'Australia.
Nel 1966 riceve la medaglia come giusto tra le nazioni quale riconoscimento da parte dello Stato di Israele per quanti si sono adoperati per la salvezza degli ebrei durante l'Olocausto. Il suo nome è iscritto nell'albo ufficiale e un albero è piantato in suo onore nel viale dei giusti a Yad Vashem a Gerusalemme.
Ormai anziano, don Casini torna a Firenze, dove è cappellano delle carceri alle Murate e si impegna attivamente nell'Amicizia Ebraico-Cristiana. Di carattere schivo rifiuta sempre ogni pubblico riconoscimento. Nel 1986, su invito del vescovo di Firenze Silvano Piovanelli, scrive un libro di memorie autobiografiche, Ricordi di un vecchio prete, che viene pubblicato dalla casa editrice ebraica fiorentina La Giuntina.

## Morte e riconoscimenti
Don Leto Casini muore nel 1992. Al suo funerale partecipa il rabbino di Firenze il quale al termine dell'omelia pronuncia un elogio funebre a nome della comunità ebraica. Una lapide è posta in suo ricordo a Varlungo. Nel 1993, rompendo un silenzio imposto dallo stesso don Casini, Louis Goldman, un ragazzo ai tempi dell'Olocausto, uno dei tanti ebrei salvatisi a Firenze grazie all'opera di Don Casini, pubblica un libro, Amici per la vita, nel quale espone dettagliatamente l'opera svolta dal sacerdote durante la guerra. Il 25 aprile del 2004, nel 59º anniversario della Liberazione, il Presidente della Repubblica Italiana Carlo Azeglio Ciampi conferisce a don Casini la Medaglia d'oro alla Memoria con la seguente motivazione:
L'anno successivo (il 22 aprile 2005) una strada è intitolata in suo nome dal Comune di Firenze. La pubblicazione, postuma, del diario di Giorgio Nissim, Memorie di un ebreo toscano, 1938-1948 (Carocci: Roma, 2005) svela particolari inediti sulla rete clandestina DELASEM in Toscana, di cui Casini era il referente a Firenze.